# 科普时报
科普时报是中華人民共和國科技以及科普領域的一份報紙，由科技日报社主办，原名科技文摘报，创刊于1985年1月2日，后休刊。1992年9月18日，试复刊，1993年1月1日正式复刊。2017年9月15日，科技文摘报更名為科普时报。